# Fortuna Hjørring
El Fortuna Hjørring es un club de fútbol femenino danés fundado en 1966. Juega en la Elitedivisionen, máxima categoría del fútbol femenino en Dinamarca. Viste de verdiblanco y su estadio es el Hjørring Stadion de Hjørring. A fecha de 2020 es el segundo equipo más laureado de la liga danesa y el único equipo danés que ha jugado la final de la Liga de Campeones.

## Historia
El Fortuna ganó su primera liga en 1994, y en las dos temporadas siguientes ganó sendos dobletes. Hasta 2002 ganó 2 ligas y 3 copas más, y en 2003 llegó a la final de la Copa de Europa tras eliminar al Trondheims-Ørn y al Arsenal LFC. La perdió contra el Umeå IK. 
Tras 6 años sin ganar un título, el Fortuna ha ganado tres ligas más entre 2009 y 2014. Desde entonces es un habitual en la Liga de Campeones, sin pasar nunca de los octavos de final. 

## Palmarés

### Títulos nacionales
| Competición          | Títulos | Subcampeonatos | Años campeón                                                     | Años subcampeón                          |
| -------------------- | ------- | -------------- | ---------------------------------------------------------------- | ---------------------------------------- |
| Elitedivisionen      | 11      | ¿?             | 1994, 1995, 1996, 1999, 2002, 2009, 2010, 2014, 2016, 2018, 2020 | ¿?                                       |
| Copa Danesa Femenina | 9       | 7              | 1995, 1996, 2000, 2001, 2002, 2006, 2008, 2016, 2019             | 1998, 2005, 2007, 2009, 2011, 2013, 2015 |
| Copa Danesa Indoor   | 4       | ¿?             | 1994, 1997, 1999, 2001                                           | ¿?                                       |

### Títulos internacionales
| Competición       | Títulos | Subcampeonatos | Años campeón | Años subcampeón |
| ----------------- | ------- | -------------- | ------------ | --------------- |
| Liga de Campeones | –       | 1              | –            | 2003            |